# A Naruto világa

A Naruto világának az „öt nagy sinobi nemzete”; a jobb alsó sarokból az óramutató járásának megfelelő irányban: a Víz földje, Tűz földje, Szél földje, Sziklák földje és a Villámok földje

A Naruto című manga- és animesorozat világa számos kisebb és nagyobb földnek és területnek ad otthont.
Ezek a földek önálló politikai egységek és feltételezhetően mindnek monarchia az államformája. Élükön a földesurak állnak, akiknek a hatalma megegyezik a rejtek falvak vezetőiével. A Naruto világa sok mindenben hasonlít a feudális Japánra. A földek az egyensúlyt maguk között pusztán erővel tartják fent. Igaz, hogy bizonyos időközönként aláírnak békeszerződéseket, de ezek többségében annyit nem érnek, mint az a papír, amire írták őket.
A feudális vonások ellenére modern dolgok is megjelennek a sorozatban, mint például a mozi, biztonsági kamerák vagy a modern életben tartó gépek. A számítógép is megjelenik, mint ahogyan a játékkonzolok is. E fejlettség ellenére a katonaság erős lemaradást mutat. A haditechnika látszólag a középkor szintjén megragadt, azonban köszönhetően a természetfeletti eszközöknek, például a levélbombának (起爆札; kibaku fuda, ’robbanó cédula’), sokkal nagyobb pusztítást képesek véghez vinni, mint egy tüzérségi ágyú. A kommunikációs technológia szintje ellentmondó, mivel hol rádiót, hol pedig állatokat használnak üzenettovábbításra, de a sorozatban videokonferenciára is volt példa.

## Megalkotása és az alapelgondolás
A helyszínek megalkotásakor elsősorban a cselekmény fő központjára, Avarrejtekre koncentrált. A falu képének megrajzolása Kisimoto saját bevallása szerint igen spontán folyamat volt, de ugyanakkor azt is elismerte, hogy az olvasó elé táruló látvány otthona, Okajama prefektúra képét tükrözi. Kisimoto nem jelölte meg azt a kort, amiben a Naruto cselekménye zajlik, de modern elemeket is beépített annak világába mint például vegyeskereskedéseket, de a lő- és tűzfegyvereket valamint a modern közlekedési eszközöket tudatosan száműzte. Kisimoto forrásanyagként és hivatkozási alapként Japán történelmét is tanulmányozta.
Mivel a Naruto egy „japán fantáziavilágban” játszódik, Kisimoto bizonyos szabályokat állított fel annak érdekében, hogy következetesen tudja felépíteni a történetet. Egyik forrása a Japánban is régóta jelenlévő kínai asztrológia volt; a sorozatban látható zodiákus kézjelek is innen erednek. A Naruto világának technológiai szintjét illetően Kisimoto kijelentette, hogy tűzfegyverek nem fognak szerepelni a sorozatban. Lehetséges azonban, hogy feltűnnek majd automobilok, repülőgépek, és alacsony teljesítményű számítógépek; Kisimoto az alacsony teljesítményt a nyolc-bites teljesítményben határozta meg és határozottan nem akar e fölé menni.

## Földrajza

### Az öt nagy föld
A számos föld közül ötöt tekinthetünk a legerősebbnek és a legbefolyásosabbnak. Ezek a Sziklák földje, a Tűz földje, a Villámok földje, a Víz földje és a Szél földje. Mindegyik az öt elem egyikét képviseli (föld, tűz, villám, víz és szél) és mindegyik élén áll egy kage. A földek legtöbbjén található egy rejtek falu. A falvakat röviden a "falva", illetve a japán kifejezésnél a "no szato" elhagyásával lehet megnevezni.

#### Sziklák földje
A Sziklák földje (土の国; Cucsi no kuni; Hepburn: Tsuchi no kuni, ’Föld országa’) eddig nem sok szerephez jutott a sorozatokban. Annyit lehet róla tudni, hogy a felszínét sziklák és barlangok borítják. Évtizedekkel a történet előtt megtámadták Avarrejteket, de a támadást visszaverték és azóta nem igen mozdultak ki a földjükből.
A föld természetes határainak szerepét a hegyek töltik be, ezek miatt a kommunikáció igen nehéz a többi földdel. A földben uralkodó szelek olyan erősek, hogy sziklákat kapnak fel majd dobnak le, akár a városokra is. A Tűz földjével nem állnak szövetségben. Itt található Sziklarejtekfalva (岩隠れの里; Ivagakure no szato, ’Sziklák közt rejtőző falu’).

#### Szél földje
A Szél földje (風の国; Kaze no kuni, ’Szél országa’) száraz és sivár, melynek városai tipikusan a vízlelőhelyek mellett találhatóak. Annak ellenére, hogy a föld nagy része lakhatatlan, köszönhetően a Tűz földjével való folyamatos kereskedésnek, a föld lakossága virágzik és gyarapodik. Igaz, hogy nem esik róla annyi szó, mint a Tűz földjéről, azonban igen fontos a Szél földjének szerepe is a sorozatokban. Sok igen erős nindzsával rendelkezik, itt található Homokrejtekfalva (砂隠れの里; Szunagakure no szato, ’Homokban rejtőző falu’). A Szél földje egy bizonyos ideig nem nagyon avatkozott be a politikai csatározásokba, a Tűz földjével békeszerződésben állt. Ez azonban csak megjátszott magatartás. A háttérben Homokrejtek katonai erejének szisztematikus leépítése és állandó távol tartásának szándéka áll (olyan küldetések átirányítása, amiket a homokrejteki nindzsák is meg tudnának csinálni). A Rizsföldek földje összeesküdött a Szél földjével, hogy egy meglepetésszerű támadás során megsemmisítsék Avarrejteket. A homokrejteki nindzsák többségében szél és homok bázisú dzsucukat használnak.

#### Tűz földje
A Tűz földje (火の国; Hi no kuni, ’Tűz országa’) az egyik legnagyobb és legerősebb, melynek rejtek faluja Avarrejtekfalva (木ノ葉隠れの里; Konohagakure no szato, ’Levelek közt rejtőző falu’). Ebben a faluban laknak a sorozat főbb szereplői. A Tűz földje a legfontosabb és a legjobban ismert föld a sorozat folyamán.
A Tűz földje, nevéhez hűen, a tűz eleme a karakterisztikus benne (többségében derült ég és meleg időjárás jellemzi). Annak ellenére, hogy nem a legnagyobb föld, mégis itt található a legnagyobb rejtek falu.
Tizenkét évvel a történet kezdete előtt a földet megtámadta a Kilencfarkú rókadémon. Ez a szörny mindent elpusztított, ami az útjába került, számtalan embert meg is ölt. Többek közt Umino Iruka szüleit. A démont az akkori hokage állította meg, egy igen erős nindzsa, akit a negyedik hokagénak hívtak. Az élete árán sikerült a démont újszülött fiába zárnia, aki az Uzumaki Naruto névre hallgat és a sorozat címadó főszereplője.
Az ezek után következő csendes években a Tűz földje lassan újra erejéhez tért és megszokottá vált a béke. Ezt látva és gyönge pontként értékelve más földek, melyek erősíteni akarták katonai hatalmuk támadást indítottak a Tűz földje ellen. A szövetkező felek a Szél földje és a Rizsföldek földje voltak.
Avarrejtekben a történet alatt öt hokage játszik szerepet. Az első és a második alapították a falut, és tették azzá, ami. A harmadik hokagét a történetben megismerhetjük, igazi neve Szarutobi Hiruzen. Többek között Orocsimarut, Dzsiraiját és az ötödik hokagét, Cunadét is tanította. A harmadikat a történet során megöli Orocsimaru. A negyedik nem sokáig volt hokage, fiatalon meghalt, életének a Kilencfarkú rókadémon vetett véget. Az ötödik hokage több, mint 100 részen keresztül szerepel a sorozatban, majd később a Naruto sippúdenben is. Ő Cunade, aki a legerősebb orvosi nindzsa, ezenfelül hatalmas erővel rendelkezik. Sok ellensége van, de ugyanakkor a faluban tisztelik. Tanítványai közé tartozik Sizune, aki kiváló orvosi nindzsa, és Haruno Szakura is, aki a történet egyik főszereplője.

#### Villámok földje
A Villámok földje (雷の国; Kaminari no kuni, ’Villámok országa’) is kevés szerephez jutott eddig. Egy félszigeten fekszik, amit egy hatalmas hegység szel ketté, ahonnan számos folyó indul a tenger felé. Gyakoriak a melegvizű források is a föld területén. Itt található Felhőrejtekfalva (雲隠れの里; Kumogakure no szato, ’Felhők közt rejtőző falu’). Réges régen nagy háborúban állt a Tűz földjével, de békeszerződést kötöttek.Ám egy felhőnindzsa elrabolta Hinatát, a Hjúga klán sarját, hogy fényt derítsen a bjakugan titkára.A puccs azonban nem sikerült, Hinata apja megölte a nindzsát. Felhőrejtek azt követelte hogy öljék meg Hinata apját, amiért elvette az ő nindzsájuk életét. Azonban helyette ikertestvérét, a mellék-ág tagját ölték meg.

#### Víz földje
A Víz földje (水の国; Mizu no kuni, ’Víz országa’) számos szigetet foglal magába, melyeknek saját szokásaik vannak. A föld éghajlata hideg. A köd igen gyakori jelenség errefelé. Néhány helyen, mint például a terület ahol Haku felnőtt, igen hideg van és elég gyakran havazik is. Keveset tudni a földről, látszólag kimarad minden politikai afférból, ami érthető is mivel a föld szigetekből áll messze a kontinenstől és a négy másik nagyobb földtől. Itt található Ködrejtekfalva (霧隠れの里; Kirigakure no szato, ’Ködben rejtőző falu’). Momocsi Zabuza gyilkosságot akart elkövetni, de a kísérlet sikertelen volt. A Víz földje a legkisebb az öt nagy föld közül, talán ez magyarázhatja a szörnyű érettségi próbát, amit Ködrejtek tartott – régebben pont emiatt Vérködrejtekfalvának (血霧の里; Csigiri no szato, ’Véres ködben rejtőző falu’) nevezték.

### Más nindzsa földek

#### Eső földje
Az Eső földje (雨の国; Ame no kuni, ’Eső országa’) három nagy föld, a Sziklák, a Tűz és a Szél földjének határán található. Pont emiatt a nagy sinobi háborúknak harcszíntere volt. Rejtek faluja Esőrejtekfalva (雨隠れの里; Amegakure no szato, ’Esőben rejtőző falu’), mely egy nagyon szigorú hely. Megfigyelnek mindenkit, aki belép a faluba vagy elhagyja azt. A sorozat Második részében a föld nagyobb szerepet kap, mivel itt lakik az Akacuki vezetője, Pain és társa Konan.

#### Hó földje
A Hó földje (雪の国; Juki no kuni; Hepburn: Yuki no kuni, ’Hó országa’) az első Naruto mozifilm helyszíne, mely felett egy zsarnok szerezte meg a hatalmat. Rejtek faluja Hórejtekfalva (雪隠れの里; Jukigakure no szato, ’Hóban rejtőző falu’). A Hó földje magasabb fejlettségi szinten áll, mint a többi föld. Az olyan dolgok, mint a vonat, a léghajó vagy a generátor itt mindennapos jelenségek.
Az itt élő nindzsák speciális csakra pajzsokat viselnek, melyek a viselőket megvédik mindenféle nindzsucutól és gendzsucutól.

#### Hold földje
A Hold földje (月の国; Cuki no kuni; Hepburn: Tsuki no kuni, ’Hold országa’) a harmadik Naruto mozifilmnek adott otthont. Egy kis szigeti közösség, mely egy holdsarló alakú szigeten él, innen származik a föld neve. Rejtek faluja Holdrejtekfalva (月隠れの里; Gecugakure no szato, ’Hold alatt rejtőző falu’). A Nagy Csúnin-választó Vizsga első részében egy nindzsa egy félhold formás fejpántot viselt és részt vett a teszten, de a vizsga többi részén nem volt látható.

#### Medvék földje
A Medvék földje (熊の国; Kuma no kuni, ’Medvék országa’) a Csillag falu fejezetben mutatkozik be. A Medvék földje messze a legelhatárolódottabb nemzet mind közül. Sinobi faluja, Csillagrejtekfalva (星隠れの里; Hosigakure no szato, ’Csillagok között rejtőző falu’), melyet egy meteor köré építettek, és annak erejét kihasználva fejlesztik tudásukat. A falu elhatárolódottsága, az azt körülvevő, hatalmas kanyonok, és az azokat megtelítő mérgesgázoknak köszönhető. A falu, állandó támadásoknak van kitéve a meteor ereje miatt, mert minden sinobi nemzet, előszeretettel megkaparintaná azt. Jelenlegi vezetője, Ev Ranaku.

#### Rizsföldek földje
A Rizsföldek földje (田の国; Ta no kuni, ’Rizsföldek országa’), másik nevén a Hang földje (音の国; Oto no Kuni, ’Hang országa’) egy kis föld a Tűz földje mellett. Itt található Hangrejtekfalva (音隠れの里; Otogakure no szato, ’Hangban rejtőző falu’), melyet Orocsimaru alapított. Az itt lakó nindzsák többsége a Fúma klán tagja.

#### Vízesés földje
A Vízesés földjében (滝の国; Taki no kuni, ’Vízesés országa’) található egy hatalmas vízesés, amely mögött található Vízesésrejtekfalva (滝隠れの里; Takigakure no szato, ’Vízesésben rejtőző falu’). A második OVA epizódban a 7-es csapat itt hajtott végre egy küldetést. Természetesen a föld legnagyobb látványossága a vízesés, mely még mai szemmel is hatalmasnak mondható.

#### Hullámok földje
A Hullámok földje (波の国; Nami no kuni, ’Hullámok országa’) egy szegény nemzet, melynek – pont emiatt – nincs rejtek falva. Ez egy elzárt, de virágzó sziget volt, amíg Gato el nem foglalta, és irányítása alá nem vonta a gazdaságot. A Hullámok földje az Első rész elején mutatkozik be. A Hetes csapat, melynek tagjai a sorozat főszereplői, egy hídépítő testőreként utazott oda. A helyiek segítségével a Hetes csapatnak sikerült legyőznie Gatót, az általa felbérelt bérgyilkost, Momocsi Zabuzát és társát Hakut. Ezzel sikerült visszaállítaniuk a földet békés állapotába. Hálából a hidat Nagy Naruto Hídnak (ナルト大橋; Naruto Óhasi) nevezték el, Uzumaki Narutónak, a sorozat főszereplőjének tiszteletére.

#### Hegyek földje
A Hegyek földje (山の国; Jama no kuni; Hepburn: Yama no kuni) egy nemzet, amit nem igen ismerünk. Nindzsafaluja Pokolrejtekfalva (陽炎の里; Kageró no szato; Hepburn: Kagerō no sato). Innen származik Gennó, aki az Első rész végén töltött be néhány részig főgonosz szerepet. A Hegyek országának szöges ellentéte a Völgyek országa, akinek Pokolrejtek pusztulását köszönhetik. 
Ez nem rejtett falu, ezért csak a magyar fordításban lett Pokolrejtek, de japánul, ha rejtett falu lenne, akkor Kagerógakure lenne, tehát pokolban rejtőző falu.

#### Völgyek földje
A Völgyek földje (川の国; Kava no kuni; Hepburn: Kawa no kuni) egy szóban forgó terület. Itt találhatók a Katabami aranybányák, ahova Naruto, Lee, Nedzsi és Tenten ment az Első rész vége felé küldetésre, és itt található az a hely is, ahol Szaszori és Deidara kiszívták Gárából az Egyfarkút. Rejtett faluja Völgyrejekfalva (谷隠れの里; Tanigakure no szato; Hepburn: Tanigakure no sato), aminek Pokol falu a végét köszönheti, és másik nindzsafalujuk Kézművesfalva (匠の里; Takumi no szato; Hepburn: Takumi no sato), ami Pokol faluhoz hasonlóan szintén nem rejtett, és a vezetője Szeimei volt, aki már halott. Négy nindzsa ismerhető onnét az Első rész végéről: Hóki, a teknős; Kujaku, a madár; Rjúgan, a sárkány; és Szuiko, a tigris. Meg akarták szerezni az Egyfarkú erejét. Hóki feltámasztotta a saját testéből a vezetőt, így meghalt.

#### Vas földje
A Vas földje (鉄の国; Tecu no kuni; Hepburn: Tetsu no kuni) egy havas-jeges ország. Itt nem nindzsák, hanem szamurájok élnek. A vezetője Mifune, a szamurájmester. Itt szokták tartani a Kagegyűlést, mivel nincsenek ellenséges nindzsák. Innen hazajövet ölte meg Szaszori a harmadik kazekagét.

## Nindzsarangok
A Naruto anime- és mangasorozatban a nindzsarangok a nindzsák egy csoportjának általános képzettségi szintjét hivatottak jelölni. Azok, akik a rejtek falvak egyikében élnek, különböző vizsgákon mennek keresztül, hogy nindzsák lehessenek, és rangokat kapjanak kiképzésük előrehaladtával. Az azonos rangú nindzsák ereje nem feltétlenül egyforma. Előfordulhat, hogy egy alacsonyabb rangú nindzsa sokkal erősebb, mint egy magasabb ranggal kitüntetett. Ezen kívül léteznek még foglalkozások és csoportok is, amihez a harcosok tartozhatnak, ezek megkülönböztetik a tagokat a normális nindzsáktól, de ezek nem rangok.

### Hivatalos rangok

#### Akadémiai tanuló
A jövő nindzsái mind az akadémián kezdenek és csak a záróvizsga után nevezhetőek nindzsának. A tanulók különféle elméleti és gyakorlati teszteken vesznek részt és megtanulják az alapokat. Az alap fegyverek használatát, mint például a kunai vagy a suriken. Az alapvető nindzsa technikák minden faluban másak ugyan, de négy technika csoportot mindenhol tanítanak. Ezek az átváltozási technikák, a kötelekből való szabadulás technikái, test cserélő technikák és a klón technikák.

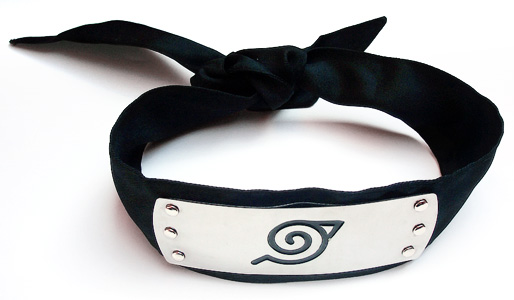
Avarrejtek fejpántja

A záróvizsga letétele után a tanulók kapnak egy speciális szövet kendőt, amin egy kis fém lapon a falujuk jelképe látható. A kendő ugyan többféleképpen viselhető, de leggyakrabban fejpántként hivatkoznak rá. Némely faluban a záróvizsgát egy teszt előzi meg, ahol a háromfős csapatokat vezető dzsóninok arról győződhetnek meg, hogy a tanulók tényleg készen állnak a záróvizsgára. Annak biztosítására, hogy tényleg csak a legjobbak léphessenek magasabb rangba, csak 3 csapat mehet át a teszten. A tesztet minden csapatban a dzsónin parancsnok találja ki és vezeti le. Azok, akik elbukják a tesztet visszakerülnek az akadémia padjaiba.
Az egyetlen olyan nindzsa, aki letette a vizsgát az alapvető technikák ismerete nélkül, Rock Lee volt. Ködrejtekben a tanulók élet-halál harcot vívtak egymással vizsga gyanánt. Azonban a Momocsi Zabuza által okozott incidens után, amikor minden végzős tanulót megölt a vizsga előtt, más vizsgáztatási módszerekre tértek át.

#### Genin
A geninek (下忍, ’alacsony rangú nindzsa’) a legalacsonyabb szintű nindzsák és köztük áll fenn a legnagyobb különbség az erejükben. Genin szinten lépnek be a nindzsák a falujuk gazdasági körforgásába – feladatokat kapnak, amik teljesítéséért a falu pénzt kap. Általában D osztályú (legkönnyebb) küldetéseket kapnak, amelyek teljesen rizikómentes munkák, vagy nagyon ritkán C osztályú feladatokat, melyek már egy kicsit jobban hasonlítanak egy nindzsának való feladatra – azonban még itt is elég kicsi a valószínűsége a nagyobb veszélynek, mivel a csapatot szinte mindig kíséri a dzsónin rangú mesterük is. Köszönhetően annak, hogy Avarrejteket megtámadta Hangrejtek és Homokrejtek, hiány lépett fel a magasabb rangú nindzsákban, ezért egy-egy magasabb rangú missziót is geninekre bíztak.
A geninek 4 fős csoportokban dolgoznak, melyek 3 geninből és egy dzsóninból állnak. A cél, hogy csapatmunkát tanuljanak, és sok tapasztalatot szerezzenek, mindezt egy elit harcos felügyelete és védelme alatt. A csapatok összetétele az egyes geninek képességeinek figyelembevételével történik és próbálják a csapatok közti egyensúlyt is fenntartani. Például Uzumaki Naruto, aki a legrosszabb jegyekkel rendelkezett, egy csapatba került Ucsiha Szaszukéval, aki a legjobb eredményt érte el és Haruno Szakurával, aki átlagos eredményt ért el. A csapatok általában egy lány és két fiú tagból tevődnek össze, de vannak kivételek is (pl: Kabuto-Joroi-Mizumi trió).

#### Csúnin
A csúninok (中忍; Hepburn: chūnin, ’közepes rangú nindzsa’) olyan nindzsák, akikre másik nindzsák védelmét és irányítását bízzák. A csúninok az érettség olyan szintjén állnak, ahol birtokában vannak már némi vezetői és taktikai képességnek. Néhányuk, mint Umino Iruka, másokat tanítanak, míg egyesek, mint Nara Sikamaru, csapatokat vezetnek, melyekben, ha kell döntéseket kell hozni, és a csapattagok képességeinek segítségével a legjobb eredményt elérni. A csúninok általában C és B osztályú küldetéseken vesznek részt.
Ahhoz, hogy egy geninből csúnin legyen részt kell venni a nagy csúnin-választó vizsgán. Ez három fő részből áll. Az első részben a résztvevők információgyűjtési és döntési képességeit vizsgálják. A második részben a küldetések teljesítéséhez szükséges képességeket vizsgálják (például az útmutatások betartása). A harmadik részben pedig azok harcolnak egymással, akik az előző két részt teljesítették. A harcok egy bizottság előtt zajlanak, amely eldönti, hogy kiből lesz csúnin és kiből nem. A döntés nem azon múlik, hogy ki győz a végén, hanem a harcok közben mutatott teljesítményen. Vegyük például Sikamarut, aki az első meccsét feladta, de még így is ő léphetett feljebb, köszönhetően remek taktikai képességeinek. Tehát mindenki, aki bejut a harmadik részébe a vizsgának, esélye van rá, hogy csúnin legyen.
A múltban minden falu megtartotta a saját nagy csúnin-választó vizsgáját. A 3. Nindzsaháború után a szövetséges falvak úgy döntöttek, hogy a vizsgáikat egyszerre tartják egy kijelölt helyen. Ezzel azt szerették volna elérni, hogy javuljon a falvak közti kapcsolat, és megelőzzék az egymással való háborúskodást. Másik előny, hogy a részt vevő nindzsák megbízókat csalogattak a falvakba. Köszönhetően a növekvő nindzsa létszámnak, a vizsgákat minden évben kétszer rendezik meg.

#### Dzsónin
A dzsóninok (上忍; Hepburn: jōnin, ’magas rangú nindzsa’) nagy tapasztalattal rendelkező nindzsák, akik kapitányként szolgálnak. Gyakran A osztályú feladatokat kapnak, de a nagyon tapasztaltak akár S osztályú küldetéseket is kaphatnak. Általában feladataikat egyedül hajtják végre. Néha 3 fős genin csapatok élére nevezik ki őket mesternek. Arról, hogy valaki, hogyan válhat dzsóninná csak annyit tudunk, hogy az ötből legalább két „elemet” kell tudnia használni. Dzsónin például Hatake Kakasi is.

##### Speciális Dzsónin
A Tokubecu dzsóninok (特別上忍; Hepburn: Tokubetsu jōnin, ’speciális magas rangú nindzsa’) (röviden: tokudzsó) olyan nindzsák, akik csak egy bizonyos területen állnak a dzsónin szinten. Elit specialisták a saját területükön, gyakran a normál dzsóninok beosztottai.
Tokubecu dzsónin például Morino Ibiki. Képessége (az emberi elme működésének teljes megértése) dzsónin-rangú kihallgató szakemberré tette. Másik példa Ebiszu, aki a genin, illetve genin szint alatti nindzsák elit kiképzője.

#### Kage
A kage (影, ’árnyék’) rangú nindzsák az öt legerősebb rejtek falu vezetői. Általában ők a legerősebbek abban a faluban, amit képviselnek. Kivételek persze mindig vannak. Vegyük azt az esetet, hogy egy nindzsa amikor kage lesz még fiatal és ő a legerősebb, de az idő múlásával megöregszik és egy fiatalabb nindzsa erősebb lesz.
A kage visszavonulhat, és címét átadhatja valaki másnak. A cím egy életre szól, így létrejöhet olyan helyzet is, hogy egyszerre két kage van, de csak egyikük aktív.
Elit státuszukat az a tendencia is mutatja, hogy a legtöbb kagénak volt olyan családtagja, akit egy korábbi kage tanított vagy személyesen egy előző kage tanítványai voltak. Például Gára apja kazekage volt, majd később ő is az lett. A negyedik hokage a harmadik hokage tanítványának, Dzsiraijának a tanítványa volt. Cunade az első hokage unokája, a második hokage unokahúga és a harmadik hogake tanítványa. A harmadik hogake pedig az első és a második hokage tanítványa volt. Az öt kagénak más-más a címe. Ezek sorra:
- Hokage (火影?, ’Tűzárnyék’) – Avarrejtek kagéja
- Kazekage (風影?, ’Szélárnyék’) – Homokrejtek kagéja
- Mizukage (水影?, ’Vízárnyék’) – Ködrejtek kagéja
- Raikage (雷影?, ’Villámárnyék’) – Felhőrejtek kagéja
- Cucsikage (土影; Hepburn: Tsuchikage?, ’Földárnyék’) – Sziklarejtek kagéja

A kage a föld uralkodójával áll egy hatalmi szinten, felügyeli a faluja életét és a nindzsa közösség feje.
Az animében előkerül egy hatodik kage is, a Hosikage (星影; Hepburn: Hoshikage, ’Csillagárnyék’) – Csillagrejtek kagéja. Ez azonban egy önkényes cím és a másik öt falu sem ismerte el. Előfordulhat, hogy más rejtek falvak vezetői ugyanolyan erősek, vagy erősebbek, mint a kagék, de nekik nincsen akkora elismertségük, hogy ezt a címet birtokolják. Az öt rejtek falu nem ismeri el Hangrejteket egyenlő félnek, ezért Orocsimaru nem kage, azonban képességei révén az lehetne.

### Más jelölések

#### S osztály
Az S osztályba tartozó nindzsák sokkal nagyobb hatalommal rendelkeznek, mint egy dzsónin és szinte legendákká váltak. Az S osztály tagjai hivatalosan dzsónin rangúak, néha azonban lehet, hogy ennél alacsonyabb a hivatalos rangjuk vagy egyáltalán nincs is rangjuk. Ezek a nindzsák vagy a falujukban maradnak, vagy pedig vándorló nindzsák lesznek, akik továbbra is lojálisak a falujuk iránt (például Jiraiya). Sok nindzsa azonban ezen a szinten túllép, úgy döntenek, hogy a saját fejük után mennek, elhagyják a falujuk és elveszett nindzsák (nukenin (抜け忍, ’szökött nindzsa’)) lesznek. Az Akacuki tagjai is mind ilyen nindzsák. Az S osztály tagjai mind szerepelnek a Bingó könyvben. Még a magas rangú nindzsák is inkább menekülnek, minthogy harcoljanak egy S osztálybeli harcossal.
Az S osztály tagjai nagyon híresek, gyakran becenéven ismertek, amiket szövetségeseik vagy ellenségeik ragasztottak rájuk.

#### Orvosi nindzsa
Az orvosi (szanitéc) nindzsák (irjó-nin (医療忍; Hepburn: iryō-nin)) az orvosi kezelésekre specializálódott nindzsák. Többségében orvosi dzsucukat használnak. Ahhoz, hogy valaki orvosi nindzsa lehessen magas intelligencia és tökéletes csakra kontroll kell, mivel a gyógyításhoz csakrát használnak. Az orvosi tréningen kívül, harci tréninget is kapnak mely főleg taidzsucuból áll és azon belül is az ellenséges támadás elkerülésére szolgál. Ez azért fontos mert az orvosi nindzsa halála akár az egész csapat halálát is jelentheti. Veszélyes küldetéseken az orvosi nindzsa nélkülözhetetlen csapattag, mivel nagyban növeli a túlélés esélyét.
Cunade, a legendás Szanninok egyike, Avarrejtek legnagyobb orvosi nindzsája. Az asszisztense Sizune is remek orvos, tanítványa Haruno Szakura is ez irányú kiképzésben részesül. Jakusi Kabuto Orocsimaru orvosi nindzsája. Csijo is egy orvosi nindzsa Homokrejtekből. Cunade és Szakura edzésüket a gyógyítás mellett nagy testi erő létrehozására is használta, hogy így legyenek mind remek harcosok és gyógyítok is. Rin, aki Kakasi társa volt, is orvosi nindzsa volt. Jamanaka Ino is tud orvosi dzsucukat használni, mivel Szakura tanítványa lett.

#### Elveszett nindzsák (Nukenin)
Olyan nindzsák, akik elhagyták falujukat, minden rangú nindzsa beletartozik a csoportba. Ezek a nindzsák árulónak minősülnek és vadásznak rájuk a titkok miatt, amiket tudhatnak. Más falvak érdekeltek lehetnek ezen titkok megszerzésében, általuk ugyanis harci előnyt szerezhetnek vagy megszerezhetik egy klán speciális képességének titkát (kekkei genkai). A falvak az ilyen nindzsák levadászására külön egységeket hoznak létre melyek vadász nindzsákból (oinin (追い忍, ’vadász nindzsa’)) állnak. A sorozat pár elveszett nindzsája: Orocsimaru, Jakusi Kabuto, az Akacuki minden tagja, Ucsiha Szaszuke és Momocsi Zabuza.

## Természetfelettiek

### Farkas démonok
A farkas démon (尾獣; bidzsú) tíz hatalmas démon gyűjtőneve, melyek a Naruto sorozat cselekményét nagyban befolyásolják. A farkaik száma alapján különböztetjük meg őket, mely a különböző démonoknál egy és tíz között változik. A farkas démonok hatalmas, csakrából álló lények, melyeknek a legtöbb nindzsához képest hatalmas ereje van. A nagy sinobi háborúk alatt a démonok katonai erőt képviseltek. A földek célja az volt, hogy minél több ilyen lényt birtokoljanak és kihasználják az erejüket. A démonokat egy-egy személybe pecsételték. Az eredeti elképzelés az volt, hogy a dzsincsúriki irányítani tudja majd a démon erejét, azonban ezeket a lényeket senki sem tudja irányítani. Az Akacuki szervezet ezeket a démonokat próbálja összegyűjteni. Amint elkaptak egyet, lepecsételik, hogy későbbiekben hasznát vegyék. Az Akacuki vezetője, Pain egy olyan fegyvert akar létrehozni velük, mellyel egy egész földet el lehet pusztítani.
Tíz démon jelenik meg a sorozatban, de a kilencfarkút és az egyfarkút kivéve a sorozat jelentős részében csak kevés információ derül ki róluk. A második Naruto művészeti album 2009 júliusában jelent meg, melyben a démonokról és azok dzsincsúrikieiről van szó. A démonok a sorozat végkifejletében jelentős szerephez jutnak. A démonok farok szám szerinti sorrendben:
- Sukaku (守鶴; Hepburn: Shukaku?), az egyfarkú nyestkutyadémon (一尾の守鶴; Icsibi no Sukaku?), amit Gárába (Homokrejtek) pecsételt apja, a negyedik kazekage. Előtte Bunpuku, egy öreg pap és az ő teáskannája is hordozója volt. Gárát Deidara és Szaszori fogta el az Akacuki számára, majd a démont a Gedó mazóba pecsételték. Képességei a szél és mágnes elem, lepecsételés, a homok manipulálása, szónikus lökés és a bidzsú bomba.
- Matatabi (又旅?), a kétfarkú macskadémon (ニ尾の化け猫; Nibi no Bakeneko?), amit Ní Jugitóba (Felhőrejtek) pecsételtek. A kétfarkút Hidan és Kakuzu fogták az Akacuki számára, majd a démont a Gedó mazóba pecsételték. Képességei a tűz elem, a kék lángokkal borított test, a tüzes lehelet, rugalmas izomzat, kétfarkú tűzlabda, szónikus lökés és a bidzsú bomba.
- Iszobu (磯撫; Hepburn: Isobu?), a háromfarkú teknősdémon (三尾の巨大亀; Szanbi no Kjodaigame?), amit Rinbe, majd öngyilkossága után Jagurába (Ködrejtek) pecsételtek. Jagura halála után a démon kiszabadult a testéből és szabadon élt, míg Deidara és Tobi el nem fogták, majd a Gedó mazóba nem pecsételték. Képességei a víz elem, gyors úszás, illúzió köd, mini klónok, szónikus lökés, óriás vízgömb és a bidzsú bomba.
- Szon Gokú (孫悟空; Hepburn: Son Gokū?), a négyfarkú majomdémon (四尾の猿; Jonbi no Szaru?), amit Rósiba (Sziklarejtek) pecsételtek. Rósit Ucsiha Iacsi és Hosigaki Kiszame kapták el, majd az Akacuki a Gedó mazóba pecsételte. Képességei a tűz, föld és láva elem irányítása, szónikus lökés és a bidzsú bomba.
- Kokuó (穆王; Hepburn: Kokuō?), az ötfarkú delfin-ló démon (五尾のイルカ馬; Gobi no Irukauma?), amit Hanba (Sziklarejtek) pecsételtek. Hant szintén elfogta az Akacuki és a démont a Gedó mazóba pecsételték. Képességei mind az öt elem irányítása, szónikus lökés és a bidzsú bomba.
- Szaiken (犀犬; Hepburn: Saiken?), a hatfarkú csigadémon (六尾の蛞蝓; Rokubi no Namekudzsi?), amit Utakatába (Ködrejtek) pecsételtek. Pain fogta el és a démont a Gedó mozóba pecsételték. Képességei a víz elem, szónikus lökés és a bidzsú bomba.
- Csómei (重明; Hepburn: Chōmei?), a hétfarkú szarvasbogárdémon (七尾のカブトムシ; Nanabi no Kabutomusi?), amit Fúba (Vízesésrejtek) pecsételtek. Fút is elfogta az Akacuki és a démont a Gedó mazóba pecsételték. Képességei a szél elem, szónikus lökés és a bidzsú bomba.
- Gjúki (牛鬼; Hepburn: Gyūki?), a nyolcfarkú bika-ember-polip (usi-oni) kinézetű démon (八尾の巨牛; Hacsibi no Kjogjú?), amit Gyilkos Méhbe (Felhőrejtek) pecsételtek. A nyolcfarkú állandóan lerombolta Felhőrejteket, ezért a falu lakosai nagy nehézségek árán elkapták. Végül a bidzsú a gyermek Gyilkos Méhbe került, aki a Raikage öccse lett. Madara szakította el tőle a nyolcfarkút és pecsételte a Gedó mazóba. Képességei a víz és tinta elem, gyors regeneráció, szónikus lökés és a bidzsú bomba.
- Kurama (蔵馬?), a kilencfarkú rókadémon (九尾の妖狐; Kjúbi no Jóko?), amit Narutóba (Avarrejtek) pecsételtek. Képességei a tűz és szél elem irányítása, a negatív érzelmek érzékelése, tűzvihar, tornádó, szónikus lökés, csakra karok és a bidzsú bomba. Csakrája mérgező.

Ucsiha Obito fedi fel, hogy ezek mind az ős-démon, a tízfarkú (十尾; Dzsúbi; Hepburn: Jūbi) részeiből származnak, amit az első nindzsa, a hat birodalom bölcse (六道仙人; Rikudó Szennin; Hepburn: Rikudō Sennin), a tízfarkú dzsincsúrikije választott szét, félvén hogy az halála után kiszabadul.

#### Dzsincsúrikik
A dzsincsúrikik (人柱力; Hepburn: jinchūriki, ’Emberi áldozat erői’) olyan személyek, akiknek a testébe démont pecsételtek. Dzsincsúrikiket az egyes rejtek falvak kreálnak, hogy képesek legyenek irányítani a démonok erejét és így növelni tudják falujuk katonai erejét. A dzsincsúrikik tipikusan magányos emberek. Az Akacukinak így könnyebb dolga van, mivel a saját falujuk sem törődik sorsukkal. Három kivétel van: Gára, Naruto és Gyilkos Méh. Ha a dzsincsúriki testéből kiveszik a démont, akkor a dzsincsúriki meghal. Ha a dzsincsúriki nagy veszélyben van, akkor előfordul, hogy a démona segíti őt. A dzsincsúriki akár beszélni is tud a démonával, így személyesen is kérhet segítséget tőle. A sorozat folyamán mindegyik  démon dzsincsúrikije felbukkan, bár a cselekmény szempontjából nem játszanak fontos szerepet Gára, Naruto és Gyilkos Méh kivételével. Narutón és Gyilkos Méhen kívül már mindegyik dzsincsúrikit elfogta az Akacuki és a testükből eltávolította, majd lepecsételte a démonokat. Néhány démonnak több hordozója is felbukkan a sorozatban, így például Gára volt az egyfarkú harmadik hordozója, míg az Akacuki el nem távolította a testéből, Naruto is szintén a harmadik hordozója a kilencfarkú rókadémonnak Uzumaki Mito és anyja, Uzumaki Kusina után. Gyilkos Méh a nyolcfarkú negyedik dzsincsúrikije.

## Szervezetek

### ANBU
Az ANBU (暗部, ’Sötét Oldal’) szó az Anszacu Szendzsucu Tokusu Butai (暗殺戦術特殊部隊, ’Speciális Orgyilkos és Taktikai Egység’) rövidítése. Az ANBU tagjai porcelán állatmaszkokat viselnek, hogy megkülönböztessék magukat a hétköznapi nindzsáktól és, hogy személyazonosságuk elfedjék. Szabvány egyenruhájuk fekete, páncélzatuk szürke. Ismertetőjelük még a karvédő és a spirális alakú tetoválás a karjukon. A legtöbb ANBU tag fekete csuklyát is hord az egyenruha fölött. Az egységek vezetőinek csuklyája fehér színű.
Az ANBU feladata a falvak védelme a külső veszélyektől, nagyon veszélyes küldetések végrehajtása ellenséges területen és a különösen veszélyes nindzsák likvidálása. Ők felelősek ezeken felül még az olyan orgyilkos és egyéb küldetésekért, melyekhez speciálisan képzett nindzsák szükségesek. Minden ANBU tagnak van nindzsakenje és teljes mértékben tisztában vannak az emberi test felépítésével. Átmeneti bénító technikákat alkalmazva meg tudnak bénítani egyéneket, akik így nem tudnak ellenállni. Az idő-visszapörgető technika segítségével pedig olyan állapotba helyezhetőek egyének, melyben olyan dolgokra emlékeznek vissza, amire normál esetben nem.
Az ANBU közvetlen a kage parancsainak engedelmeskedik. Hatake Kakasi ANBU kapitány volt korábban. Ucsiha Itacsi mindössze 13 éves volt, amikor az ANBU-ba került. Morino Ibiki, a Nagy Csúnin-választó Vizsga első részének vezetője, az avarrejteki ANBU kínzó és kihallgató részlegének vezetője. Momocsi Zabuza és Kuroszuki Raiga a ködrejteki ANBU tagjai voltak.

#### Gyökér
Az avarrejteki ANBU általában közvetlenül a hokage irányítása alatt áll, ám sok évvel a Naruto cselekményének kezdete előtt létezett egy ANBU Gyakorló Részleg, melyet Gyökér (根; Ne) néven ismertek és amit Danzó állított fel és ellenőrzött. Mivel Danzó a háború híve, és ellenszegült a harmadik hokagénak, ezért a Gyökeret megszüntették, ám sok egykori tagja lojális maradt a Gyökérhez. Egyikük Szai, aki Naruto csapattársa lett Szaszuke távozása után.
A Gyökér mottója:
"根"には…名前は無い、感情は無い…
A Gyökérnél… nincsenek nevek. Nincsenek érzések…
過去は無い…未来は無い。あるのは任務…
Nincs múlt… nincsen jövő. Csak a küldetés létezik…
木ノ葉という大木を目に見えぬ地の中より支える、我々"根"の意志
A mi, a Gyökerek akarata támogatja ezt a nagy fát, amit Avarrejteknek hívnak, láthatatlanul, a föld belsejéből.
Napvilágra került, hogy Danzó és a Gyökér tervezi Avarrejtek elpusztítását abban a formájában, ahogyan ma létezik és ezért együttműködési lehetőséget keres Orocsimaruval. Szai eredeti küldetése abban állt, hogy beszivárogjon Orocsimaru szervezetébe és megölje Szaszukét. Erre azért lett volna szükség, mivel Orocsimaru át akar költözni Szaszuke testébe, hogy erősebbé váljon, ezzel nagyobb esélye lehet Avarrejtek elpusztítására. Ám Szai eltért ettől az utasítástól, amikor látta a köteléket Naruto és Szaszuke között és e kapcsolat megvédésének a szükségességét.

### Húsz Szakasz
A Húsz Szakasz (二十小隊; Nidzsu Sotai) speciális alakulatot Cunade, az ötödik hokage hozta létre az Akacuki elleni védekezésre. Mint neve mutatja, 20 négyfős egységből áll, melyeket akkor mozgósítanak, ha az Akacuki valamely tagja a Tűz földjének a területére lép. Feladatuk az adott tag felderítése, kísérlet az elfogására és ha szükséges, akkor a semlegesítése. Cunade akkor mobilizáltatta Sizunéval az egységet, amikor a Tűz templomában Hidan és Kakuzu által véghezvitt mészárlásról tudomást szerzett az egyetlen túlélőtől, egy szerzetestől. Eddig két szakasz tagjai ismertek, az első: Szarutobi Aszuma, Nara Sikamaru, Hagane Kotecu és Kamizuki Izumo; a második pedig: Jamasiro Aoba, Namiasi Raido, Akimicsi Csódzsi és Jamanaka Ino.